# Constantin Atanasescu
Constantin Atanasescu (n. 11 aprilie 1885 – d. 1949) a fost un general român, care a luptat în cel de-al Doilea Război Mondial.
În 1940, Constantin Atanasescu era Inspector-General de Cavalerie. Constantin Atanasescu a fost trecut în retragere prin decretul-lege nr. 3.094 din 9 septembrie 1940 al generalului Ion Antonescu, Conducătorul Statului Român și președinte al Consiliului de Miniștri, în cadrul unui grup de 21 de generali  considerați a fi apropiați fostului rege Carol al II-lea și acuzați că, în calitate de înalți comandanți militari, s-ar fi comportat necorespunzător în împrejurările dramatice din vara anului 1940. Decretul-lege prevedea scoaterea mai multor generali din cadrele active ale armatei cu următoarea justificare: „având în vedere că următorii ofițeri generali au săvârșit acte grave de incapacitate, demoralizând prin fapta lor prestigiul oștirii și elementarele comandamente ale răspunderii de ostaș. Având în vedere că prin lingușiri și metode incompatibile cu demnitatea de ostaș au ocupat înalte comandamente, încurajând apoi neseriozitatea și lipsa demnității ofițerești; Având în vedere că prin incapacitatea acestor ofițeri generali s'a ajuns la decăderea oștirii și la acte grave prin pierderea granițelor; Socotind că Națiunea trebue să primească exemplul datoriei și al răspunderii prin sancționarea celor care s'au făcut vinovați de aceste abateri”. Efectele decretului-lege au fost anulate la 1 septembrie 1944, iar generalul Atanasescu a fost reintegrat în drepturi începând cu data trecerii sale în retragere. El a fost apoi trecut în rezervă, în aceeași zi, pentru limită de vârstă, începând cu data de 24 aprilie 1944. Un decret regal din 4 octombrie 1944 a anulat efectele decretului de trecere în rezervă și l-a înălțat pe Constantin Atanasescu la gradul de general de corp de armată, începând cu data de 24 ianuarie 1942.

## Decorații
- Ordinul „Coroana României” în gradul de Mare Ofițer (8 iunie 1940)[6]